# Cacequi
Cacequi é um município brasileiro do estado do Rio Grande do Sul. É conhecida como a capital da melancia ou terra da melancia.

## História
A região foi inicialmente povoada por tribos indígenas que habitavam aquela região, sendo deles a origem do nome do município que significa "Água do Cacique" ou "Rio do Cacequi".
Historiadores relatam que os nativos teriam sido expulsos, durante o processo de povoamento e ocupação do Rio Grande do Sul, permanecendo no entanto a denominação dada por eles ao município.
- Esta ocupação ocorreu durante as disputas entre Portugal e Espanha. A Região das Missões, da qual fazia parte a área do atual município de Cacequi, pertencia aos portugueses, em troca da Colônia do Sacramento acordo efetuado durante a assinatura do Tratado de Madri, em 1750. Mais tarde, ratificado pelo Tratado de Santo Ildefonso, em 1777, onde os espanhóis ficariam com as Missões, Colônia do Sacramento e as rotas de navegação do Rio da Prata.

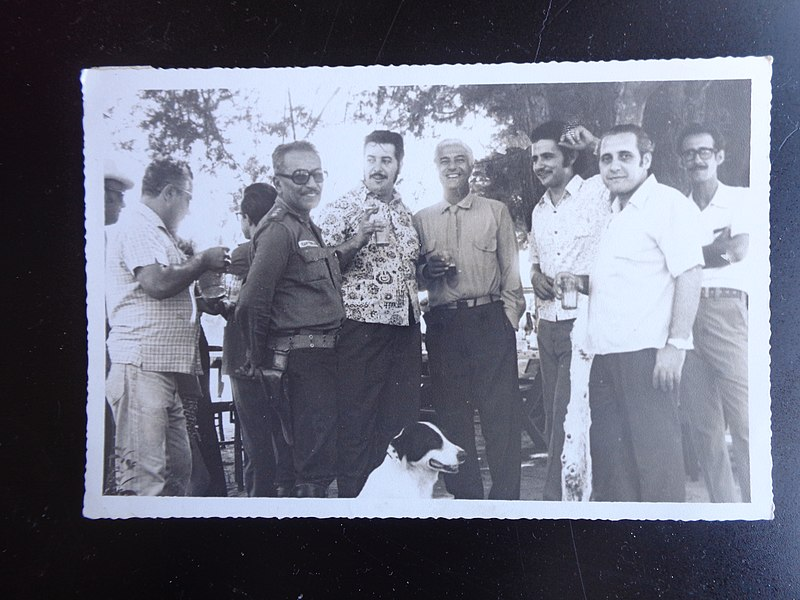
Inauguração da rede elétrica Cacequi - São Simão, em 31 de março de 1973, construída sob coordenação de Carlos Saraiva, na época diretor do Campo de Instrução Barão de São Borja

O Rio Grande do Sul só ganharia sua configuração atual, em 1801, com a retomada das Missões pelos portugueses. Mas, para manter a posse e domínio do território gaúcho, os portugueses recorreram à doação de terras, através das sesmarias. Estas funcionavam como reforço de estratégia política e militar de povoamento, o que já estava sendo realizado em outras partes do Estado.
Inicialmente, as terras que hoje correspondem ao Município de Cacequi pertenciam ao Município de Rio Pardo, criado em 27 de abril de 1809. Nesta época, a parte oeste do Rio Grande do Sul ainda encontrava-se em povoamento, bem como, a região do atual município de Cacequi.
O município sofreu muitas alterações em sua origem, pois originalmente esta parte do Rio Grande do Sul, ainda não estava totalmente povoado e as áreas municipais eram muito extensas. Em 4 de abril de 1848, pela Lei Provincial n°08, cria-se o município de São Gabriel e dele fazendo parte o Município de Cacequi. São Gabriel desmembrou-se do Município de Caçapava do Sul, criado pela Resolução de 25 de outubro de 1825, que correspondia ao Município de Rio Pardo.
Posteriormente, é criado o Município de São Vicente do Sul, também chamado de General Vargas, pela Lei Provincial n°1032, de 29 de abril de 1876. Dessa forma, ocorre uma transferência administrativa das terras de Cacequi para o Município de São Vicente do Sul.
Nessa época, a sede de Cacequi era a Vila Saicã, situada a margem direita do arroio Saicã pela Lei Provincial de 4 de dezembro de 1860, para onde foi transferida a sede da Freguesia de Nossa Senhora do Rosário.

## Geografia
Localiza-se a uma latitude 29º53'01" sul e a uma longitude 54º49'30" oeste, estando a uma altitude de 103 metros. Possui uma área de 2.373,507 km² e sua população, conforme estimativas do IBGE de 2021, era de 12 291 habitantes.

## Subdivisões

### Distritos
| Distrito | População |
| -------- | --------- |
| Cacequi  | 12697     |
| Saicã    | 1381      |
| Umbu     | 1233      |

## Pontos turísticos
- Ponte Férrea sobre o Rio Santa Maria: o município possuí a maior ponte ferroviária da América Latina, construída em 15 de Novembro de 1907, permitindo a continuação dos trens a Uruguaiana e Santana do Livramento, está inserida em um dos mais belos cartões postais do Rio Grande do Sul, a Praia dos Dourados, de areias branquíssimas. Esta obra prima da engenharia é toda metálica, tem quase mil e quinhentos metros de comprimento e está baseada em pilares gigantescos, verdadeira epopeia para época.[8] Historiadores mencionam que a mesma teria sido tomada pela Coluna Prestes em 18 de Novembro de 1924.
- Estação Ferroviária de Cacequi: inaugurada em 1890 pela Estrada de Ferro Porto Alegre a Uruguaiana (posteriormente Viação Férrea do Rio Grande do Sul). O nome derivou do rio Cacequi, que margeia o município. Por vários anos, até 1907, a estação foi ponta de linha da ferrovia, devido a uma série de empecilhos para a construção do trecho entre ela e Alegrete. Dessa estação saíam também trens para Bagé e Marítima (Rio Grande) e para Santana do Livramento. Era, um importantíssimo centro de baldeação entre os entroncamentos que possuía. Em 1913, o núcleo de Cacequi, junto à estação ferroviária, tinha 50 casas e 200 habitantes e iluminação a querosene. Mais tarde, a estação ferroviária serviu como ponto de almoço, tendo o restaurante mais movimentado do Estado, devido ao fluxo de passageiros em trânsito. Atualmente o prédio da estação serve como museu e outros fins; os trens de passageiros pararam em 2 de Fevereiro de 1996. Porém, o movimento e o número de desvios no seu pátio o torna um dos mais importantes pátios ferroviários do Brasil.
- Vossorocas do Macaco Branco: são imensas cavidades no solo, decorrentes da erosão e do vento, que durante milhares de anos moldou verdadeiras esculturas no solo. No interior da cratera há formação de vegetação que também se adaptou ao ecossistema. Em alguns pontos a profundidade chega a 80 metros, sendo a descida possível, mas com muito cuidado. Proporciona em grande encantamento ao público visitante, pois o contraste da cor do solo nos diversos períodos geológicos se torna bastante marcante. O local está situado na localidade de Restinga, no caminho que dá acesso a localidade de Umbu pela RS-158, via Colonos.

## Administração
- Prefeita: Ana Paula Del’Olmo  – (2024/2028)
- Vice-prefeito: Edson Luiz Lima Fragoso